# Triphosa brunneosuffusa
Triphosa brunneosuffusa là một loài bướm đêm trong họ Geometridae.